# Arroyo Mbutuy
El arroyo Mbutuy es un curso hídrico del departamento de San Pedro, que discurre en sentido este a oeste y procede de las cordilleras del Ka´aguasu cruzando el distrito de 25 de Diciembre (Paraguay) y es navegable en gran parte de su curso para embarcaciones pequeñas, sobre el cual se instalan tres hermosos balnearios en los barrios Santa Rosa y San Juan Bosco. El llamativo nombre de este curso hídrico obedece a su designación en español Mbutuy significa Mbutu ygua o Agua de los moscones, abrevadero de tábanos.
- Datos: Q8205025